# Movistar
Movistar – operator telefonii komórkowej należący do firmy Telefónica. Operuje w Hiszpanii i wielu krajach Ameryki Łacińskiej.

## Obszar działalności
- Argentyna
- Chile
- Ekwador
- Hiszpania
- Kolumbia
- Meksyk
- Peru
- Urugwaj
- Wenezuela